# Clystea daltha
Clystea daltha är en fjärilsart som beskrevs av Druce 1895. Clystea daltha ingår i släktet Clystea och familjen björnspinnare. Inga underarter finns listade i Catalogue of Life.